# Jean-Pierre Danthine
Jean-Pierre Danthine (* 16. Mai 1950 in Havelange, Belgien) ist ein schweizerisch-belgischer Ökonom. Er war von 2010 bis 2015 Mitglied des Direktoriums der Schweizerischen Nationalbank, ab April 2012 Vizepräsident.

## Leben
Danthine studierte an der Katholischen Universität Löwen in Belgien Wirtschaftswissenschaften und erwarb 1976 den Ph.D. an der Carnegie Mellon University in Pittsburgh. Danach führten ihn Forschungs- und Lehraufträge an verschiedene Universitäten, unter anderem an die Columbia University in New York, an die University of Southern California in Los Angeles, an die Universität Laval in Québec sowie an die Universität Aix-Marseille in Frankreich.
Von 1980 bis 2009 war Danthine ordentlicher Professor für Makroökonomie und Finanztheorie an der Wirtschaftswissenschaftlichen Fakultät HEC der Universität Lausanne. Von 1996 bis 2005 war er Managing Direktor des International Center for Financial Asset Management and Engineering (FAME) in Genf. Danach übernahm er 2006 die Leitung des neu gegründeten Swiss Finance Institute bis 2009. Danthine war unter anderem Research Fellow des Centre for Economic Policy Research (CEPR) in London. Darüber hinaus veröffentlichte er zahlreiche Texte, Studien und Publikationen. 
Im April 2009 wurde Danthine vom Bundesrat auf Anfang 2010 zum Mitglied des Direktoriums der Schweizerischen Nationalbank gewählt. Er übernahm damit die Leitung des III. Departements in Zürich, das die Bereiche Geldmarkt und Devisenhandel, Asset Management, Risikomanagement, Operatives Bankgeschäft und Informatik umfasst. Am 18. April 2012 wurde er vom Bundesrat zum Vizepräsidenten des Direktoriums ernannt. Er übernahm die Leitung des II. Departements in Bern und war zuständig für die Aufgabenbereiche Finanzstabilität, Bargeld, sowie Finanzen und Risiken der Nationalbank. Per Ende Juni 2015 trat er nach dem Erreichen seines ordentlichen Pensionierungsalters und mit Ablauf der Amtsperiode 2009–2015 zurück. Auf ihn folgte Andréa M. Maechler.
Seit 1992 ist er ordentliches Mitglied der Academia Europaea.
Jean-Pierre Danthine ist verheiratet und Vater von zwei Kindern.

## Bücher
- European Labour Markets: a Long-run View, Charles R. Bean, Peter Bernholz, Jean-Pierre Danthine, Edmond Malinvaud, CEPR, 1990, ISBN 92-9079-110-1
- The Future of European Banking, Jean-Pierre Danthine, Francesco Giavazzi, Xavier Vives, Ernst-Ludwig Von Thadden, CEPR, 1999, ISBN 978-1898128380
- Emu and Portfolio Adjustment, Jean-Pierre Danthine, CEPR, 2001, ISBN 978-1898128588
- Intermediate Financial Theory, Jean-Pierre Danthine und John B. Donaldson, Prentice-Hall, 2001, ISBN 978-0130174468
- Intermediate Financial Theory, Jean-Pierre Danthine und John B. Donaldson, Elsevier Academic Press, 2. Auflage 2005, ISBN 978-0123693808